# 谱理论
数学中，谱理论是将单一方阵的特征向量和特征值理论推广到各种空间中算子结构的更广泛理论的统称，是线性代数和线性方程组解及其推广的成果。谱理论与解析函数理论相关，因为算子的谱特性与谱参数的解析函数相关。

## 数学背景
大卫·希尔伯特在希尔伯特空间理论的最初表述中首先引入了“谱理论”，以无穷多变量的二次型为基础。因此，最初的谱定理被认为是椭球主轴定理在无穷维中的形式。后来，量子力学中发现谱理论可解释原子发射光谱特征纯粹是偶然的。希尔伯特自己也对这出乎意料的应用感到惊讶：“我从纯粹的数学兴趣出发，发展了无穷多变量理论，甚至把它称作‘谱分析’，却从没想到它能用在物理学中真正的光谱上。”
谱理论有3种表述，分别用于不同领域。在希尔伯特的最初表述后，抽象希尔伯特空间及其上单正规算子的谱理论很好地满足了物理学的要求，冯诺依曼的工作就是例子。在此基础上，进一步发展的理论涉及一般巴拿赫代数。这引出了涵盖交换情形的盖尔范德表示，进一步启发了非交换调和分析。
从与傅立叶分析的联系中，可看出两者之别。实线上的傅立叶变换某种意义上是导数作为微分算子的谱理论。但为涵盖这些现象，必须处理广义特征函数（如由装备希尔伯特空间）。另一方面，构建群代数也很简单，其谱可捕捉到傅立叶变换的基本特征，这可由庞特里亚金对偶性实现。
还可以研究巴拿赫空间上算子的谱性质。例如，巴拿赫空间上的紧算子有很多类似矩阵的谱性质。

## 物理背景
振动的物理学背景是这样解释的：
谱理论研究各种物体的局部振动，从化学中的原子与分子直到声波导中的障碍物。振动有频率，问题在于确定这种局部振动何时发生，以及如何计算频率。这是个非常复杂的问题，因为每个物体不仅有基频，还有复杂的泛音，在不同物体上有迥异的表现。
这些物理思想在技术层面上与数学毫无关系，但也有间接涉及的例子（如“听出鼓的形状”）。希尔伯特用“谱”，是源于1897年Wilhelm Wirtinger一篇关于希尔微分方程的论文，20世纪前十年，他的学生（埃哈德·施密特、赫尔曼·外尔）也采用了这一术语。埃哈德·施密特和里斯·弗里杰什从希尔伯特的思想中发展了希尔伯特空间的概念。近20年后，量子力学由薛定谔方程表述出来时，人们才将其与原子光谱联系起来。正如亨利·庞加莱指出的，人们曾怀疑其与振动的联系，但由于缺乏对巴耳末系的解释，这种联系由于简单的定量原因被否定了。因此，量子力学发现谱理论能解释原子光谱的特征是纯粹偶然的。

## 谱的定义
考虑在一般巴拿赫空间上处处有定义的有界线性变换T。构造变换：
{\displaystyle R_{\zeta }=\left(\zeta I-T\right)^{-1}.}
其中I是恒等算子，ζ是复数。 T的逆{\displaystyle T^{-1}}定义如下：
{\displaystyle TT^{-1}=T^{-1}T=I.}
若存在逆，则称T正则（regular）；若不存在，称T奇异（singular）。
根据这些定义，T的预解集是所有使{\displaystyle R_{\zeta }}存在且有界的复数ζ的集合，通常表示为{\displaystyle \rho (T)}。T的谱是所有使{\displaystyle R_{\zeta }}不存在或无界的复数ζ的集合，通常表示为{\displaystyle \sigma (T)}。{\displaystyle \forall \zeta \in \rho (T)}（即{\displaystyle R_{\zeta }}作为有界算子存在处），函数{\displaystyle R_{\zeta }}称作T的预解。因此，T的谱是复平面中T的预解集之补。T的特征值都属于{\displaystyle \sigma (T)}，但{\displaystyle \sigma (T)}可能包含非特征值。
这定义适于巴拿赫空间，但当然也有其他空间，如拓扑向量空间包含了巴拿赫空间。另一方面，巴拿赫空间包括希尔伯特空间，得到了最广泛的应用和最丰富的理论成果。在适当的条件下，希尔伯特空间中变换的谱的结构可以有很多论述。特别是，自伴算子谱位于实线上；（一般来说）是离散特征值的点谱与连续谱的谱组合。

## 谱理论简介
泛函分析和线性代数中，谱定理规定了一些条件，之下算子可用简单的形式表为更简单算子之和。由于本文不适合进行全面严谨的叙述，我们采用另一种方法，避免了难以理解的形式化。
要描述这主题，最简单的方法是引入表示算子的狄拉克符号。例如，非常特殊的线性算子L可写为并矢张量积：
{\displaystyle L=|k_{1}\rangle \langle b_{1}|,}
用“左括号”{\displaystyle \langle b_{1}|}和“右括号”{\displaystyle |k_{1}\rangle }表示。定义在坐标{\displaystyle (x_{1},x_{2},x_{3},\dots )}上的函数{\displaystyle f(x)}表示为
{\displaystyle f(x)=\langle x,f\rangle }
f的振幅用下式表示
{\displaystyle \|f\|^{2}=\langle f,f\rangle =\int \langle f,x\rangle \langle x,f\rangle \,dx=\int f^{*}(x)f(x)\,dx}
符号(*)表示共轭复数。这种内积选择定义了一个非常特殊的内积空间，限制了后面论证的一般性。
L对函数f的影响可表述为
{\displaystyle L|f\rangle =|k_{1}\rangle \langle b_{1}|f\rangle }
表示L对f的影响是产生新函数{\displaystyle |k_{1}\rangle }乘以{\displaystyle \langle b_{1}|f\rangle }所代表的内积。
更一般的线性算子L可表示为
{\displaystyle L=\lambda _{1}|e_{1}\rangle \langle f_{1}|+\lambda _{2}|e_{2}\rangle \langle f_{2}|+\lambda _{3}|e_{3}\rangle \langle f_{3}|+\dots ,}
其中{\displaystyle \{\,\lambda _{i}\,\}}是标量，{\displaystyle \{\,|e_{i}\rangle \,\}}是基，{\displaystyle \{\,\langle f_{i}|\,\}}是对偶基。基与对偶基的关系由下式描述：
{\displaystyle \langle f_{i}|e_{j}\rangle =\delta _{ij}}
若这种形式化适用， 则{\displaystyle \{\,\lambda _{i}\,\}}是L的特征值，函数{\displaystyle \{\,|e_{i}\rangle \,\}}是L的特征函数。特征值位于L的谱中。
一些自然问题是：这种形式化在何时有效？对什么算子L来说，其他算子的序列展开是可能的？任何函数f都可用特征函数来表示（是Schauder基）吗，何时会出现点谱或连续谱？无穷维空间和有限维空间的形式化有何不同？这些观点能否推广到更一般的空间？这些问题属于谱理论范畴，需要相当的泛函分析与矩阵代数背景。

## 恒同消解
本节沿用上节的粗略表示，使用狄拉克符号，并略去严格处理的许多重要细节。严谨数学处理可见参考文献。特别是，空间维度n将是有限的。
用狄拉克符号，恒等算子可写作：
{\displaystyle I=\sum _{i=1}^{n}|e_{i}\rangle \langle f_{i}|}
其中假定{\displaystyle \{|e_{i}\rangle \}}是基，{\displaystyle \{\langle f_{i}|\}}是满足下式的空间的对偶基：
{\displaystyle \langle f_{i}|e_{j}\rangle =\delta _{ij}.}
这种恒等运算表达式称作恒同的表示或消解（resolution）。这种形式化表示法满足恒等的基本性质：
{\displaystyle I^{k}=I}
对所有正整数k都成立。
对空间{\displaystyle |\psi \rangle }中的任意函数应用恒同消解，可得：
{\displaystyle I|\psi \rangle =|\psi \rangle =\sum _{i=1}^{n}|e_{i}\rangle \langle f_{i}|\psi \rangle =\sum _{i=1}^{n}c_{i}|e_{i}\rangle }
是ψ以{ ei }为基函数的广义傅立叶展开，
其中{\displaystyle c_{i}=\langle f_{i}|\psi \rangle .}
给定形式如下的算子方程：
{\displaystyle O|\psi \rangle =|h\rangle }
其中h在空间中，方程可在上述基之下由形式化求解：
{\displaystyle O|\psi \rangle =\sum _{i=1}^{n}c_{i}\left(O|e_{i}\rangle \right)=\sum _{i=1}^{n}|e_{i}\rangle \langle f_{i}|h\rangle ,}
{\displaystyle \langle f_{j}|O|\psi \rangle =\sum _{i=1}^{n}c_{i}\langle f_{j}|O|e_{i}\rangle =\sum _{i=1}^{n}\langle f_{j}|e_{i}\rangle \langle f_{i}|h\rangle =\langle f_{j}|h\rangle ,\quad \forall j}
这将算子方程转化为矩阵方程，根据h的广义傅立叶系数{\displaystyle \langle f_{j}|h\rangle }和算子O的矩阵元素{\displaystyle O_{ji}=\langle f_{j}|O|e_{i}\rangle }可确定未知系数{\displaystyle c_{j}}。
谱理论可确定基与对偶基的存在性及性质。特别是，基可能由某线性算子L的特征函数组成：
{\displaystyle L|e_{i}\rangle =\lambda _{i}|e_{i}\rangle \,;}
其中{\displaystyle \{\lambda _{i}\}}是L的特征值，来自L的谱。那么，上述恒同消解就提供了L的并矢展开：
{\displaystyle LI=L=\sum _{i=1}^{n}L|e_{i}\rangle \langle f_{i}|=\sum _{i=1}^{n}\lambda _{i}|e_{i}\rangle \langle f_{i}|.}

## 预解算子
利用谱李理论，有预解算子R：
{\displaystyle R=(\lambda I-L)^{-1},\,}
可据L的特征函数与特征值求值，并找到与L对应的格林函数。
将R应用于空间中的任意函数{\displaystyle \varphi }，
{\displaystyle R|\varphi \rangle =(\lambda I-L)^{-1}|\varphi \rangle =\sum _{i=1}^{n}{\frac {1}{\lambda -\lambda _{i}}}|e_{i}\rangle \langle f_{i}|\varphi \rangle .}
这函数在L的每个特征值处的复λ平面上都有极点。于是可用残差微积分：
{\displaystyle {\frac {1}{2\pi i}}\oint _{C}R|\varphi \rangle d\lambda =-\sum _{i=1}^{n}|e_{i}\rangle \langle f_{i}|\varphi \rangle =-|\varphi \rangle ,}
其中曲线积分是在包括L所有特征值的轮廓C上进行的。
假设函数定义在某坐标{\displaystyle \{x_{j}\}}上，即
{\displaystyle \langle x,\varphi \rangle =\varphi (x_{1},x_{2},...).}
引入符号
{\displaystyle \langle x,y\rangle =\delta (x-y),}
其中{\displaystyle \delta (x-y)=\delta (x_{1}-y_{1},\ x_{2}-y_{2},\ x_{3}-y_{3},\ \ldots )}是狄拉克δ函数，则可有
{\displaystyle \langle x,\varphi \rangle =\int \langle x,y\rangle \langle y,\varphi \rangle dy.}
那么
{\displaystyle {\begin{aligned}\left\langle x,{\frac {1}{2\pi i}}\oint _{C}{\frac {\varphi }{\lambda I-L}}d\lambda \right\rangle &={\frac {1}{2\pi i}}\oint _{C}d\lambda \left\langle x,{\frac {\varphi }{\lambda I-L}}\right\rangle \\&={\frac {1}{2\pi i}}\oint _{C}d\lambda \int dy\left\langle x,{\frac {y}{\lambda I-L}}\right\rangle \langle y,\varphi \rangle \end{aligned}}}
函数{\displaystyle G(x,\ y;\ \lambda )}定义如下：
{\displaystyle {\begin{aligned}G(x,y;\lambda )&=\left\langle x,{\frac {y}{\lambda I-L}}\right\rangle \\&=\sum _{i=1}^{n}\sum _{j=1}^{n}\langle x,e_{i}\rangle \left\langle f_{i},{\frac {e_{j}}{\lambda I-L}}\right\rangle \langle f_{j},y\rangle \\&=\sum _{i=1}^{n}{\frac {\langle x,e_{i}\rangle \langle f_{i},y\rangle }{\lambda -\lambda _{i}}}\\&=\sum _{i=1}^{n}{\frac {e_{i}(x)f_{i}^{*}(y)}{\lambda -\lambda _{i}}},\end{aligned}}}
称作算子L的格林函数，满足：
{\displaystyle {\frac {1}{2\pi i}}\oint _{C}G(x,y;\lambda )\,d\lambda =-\sum _{i=1}^{n}\langle x,e_{i}\rangle \langle f_{i},y\rangle =-\langle x,y\rangle =-\delta (x-y).}

## 算子方程
考虑算子方程：
{\displaystyle (O-\lambda I)|\psi \rangle =|h\rangle ;}
用坐标表示：
{\displaystyle \int \langle x,(O-\lambda I)y\rangle \langle y,\psi \rangle \,dy=h(x).}
一个特殊情况是{\displaystyle \lambda =0}。
上一节的格林函数为：
{\displaystyle \langle y,G(\lambda )z\rangle =\left\langle y,(O-\lambda I)^{-1}z\right\rangle =G(y,z;\lambda ),}
且满足：
{\displaystyle \int \langle x,(O-\lambda I)y\rangle \langle y,G(\lambda )z\rangle \,dy=\int \langle x,(O-\lambda I)y\rangle \left\langle y,(O-\lambda I)^{-1}z\right\rangle \,dy=\langle x,z\rangle =\delta (x-z).}
利用格林函数的这一特征：
{\displaystyle \int \langle x,(O-\lambda I)y\rangle G(y,z;\lambda )\,dy=\delta (x-z).}
然后方程两边乘以{\displaystyle h(z)}并积分：
{\displaystyle \int dz\,h(z)\int dy\,\langle x,(O-\lambda I)y\rangle G(y,z;\lambda )=\int dy\,\langle x,(O-\lambda I)y\rangle \int dz\,h(z)G(y,z;\lambda )=h(x),}
这表明解是
{\displaystyle \psi (x)=\int h(z)G(x,z;\lambda )\,dz.}
即，若能找到O的谱、构造G，就能找到满足算子方程的函数{\displaystyle \Psi (x)}，例如用
{\displaystyle G(x,z;\lambda )=\sum _{i=1}^{n}{\frac {e_{i}(x)f_{i}^{*}(z)}{\lambda -\lambda _{i}}}.}
当然有很多方法找到G。必须牢记的是，上述数学纯粹是形式上的，严格处理涉及相当复杂的数学，包括泛函分析、希尔伯特空间、分布等方面的背景知识。

## 谱定理与瑞利商
优化问题是关于对称矩阵中特征值与特征向量组合意义的重要例子，特别是关于矩阵M的瑞利商。
定理 令M为对称矩阵，x为非零向量，使对M的瑞利商最大化。则，x是M的一个特征向量，其特征值等于瑞利商；而且，该特征值是M的最大特征值。
证明  假设符合谱定理。记M的特征值为{\displaystyle \lambda _{1}\leq \lambda _{2}\leq \cdots \leq \lambda _{n}}。由于{\displaystyle \{v_{i}\}}形成正交基，所以任何向量x都可在此基上表示为
{\displaystyle x=\sum _{i}v_{i}^{T}xv_{i}}
证明这公式的方法非常简单。即
{\displaystyle {\begin{aligned}v_{j}^{T}\sum _{i}v_{i}^{T}xv_{i}={}&\sum _{i}v_{i}^{T}xv_{j}^{T}v_{i}\\[4pt]={}&(v_{j}^{T}x)v_{j}^{T}v_{j}\\[4pt]={}&v_{j}^{T}x\end{aligned}}}
求对x的瑞利商：
{\displaystyle {\begin{aligned}x^{T}Mx={}&\left(\sum _{i}(v_{i}^{T}x)v_{i}\right)^{T}M\left(\sum _{j}(v_{j}^{T}x)v_{j}\right)\\[4pt]={}&\left(\sum _{i}(v_{i}^{T}x)v_{i}^{T}\right)\left(\sum _{j}(v_{j}^{T}x)v_{j}\lambda _{j}\right)\\[4pt]={}&\sum _{i,j}(v_{i}^{T}x)v_{i}^{T}(v_{j}^{T}x)v_{j}\lambda _{j}\\[4pt]={}&\sum _{j}(v_{j}^{T}x)(v_{j}^{T}x)\lambda _{j}\\[4pt]={}&\sum _{j}(v_{j}^{T}x)^{2}\lambda _{j}\leq \lambda _{n}\sum _{j}(v_{j}^{T}x)^{2}\\[4pt]={}&\lambda _{n}x^{T}x,\end{aligned}}}
其中最后一行用帕塞瓦尔恒等式。最后，可得
{\displaystyle {\frac {x^{T}Mx}{x^{T}x}}\leq \lambda _{n}}
所以瑞利商总小于{\displaystyle \lambda _{n}}。

## 脚注
1. ↑  Jean Alexandre Dieudonné. . Elsevier. 1981. ISBN 0-444-86148-3.
2. ↑  William Arveson. . . Springer. 2002. ISBN 0-387-95300-0.
3. ↑  Viktor Antonovich Sadovnichiĭ. . . Springer. 1991: 181 et seq. ISBN 0-306-11028-8.
4. ↑  Steen, Lynn Arthur.  (PDF). St. Olaf College.   [2015-12-14]. （原始内容 (PDF)存档于2016-03-04）.
5. ↑  
John von Neumann.  Reprint of translation of original 1932. Princeton University Press. 1996. ISBN 0-691-02893-1.
6. ↑  E. Brian Davies, quoted on the King's College London analysis group website .   [2023-12-24]. （原始内容存档于2010-07-16）.
7. ↑  Nicholas Young. . Cambridge University Press. 1988: 3. ISBN 0-521-33717-8.
8. ↑  Jean-Luc Dorier. . Springer. 2000. ISBN 0-7923-6539-9.
9. ↑  Cf. Spectra in mathematics and in physics 的存檔，存档日期2011-07-27. by Jean Mawhin, p.4 and pp. 10-11.
10. ↑  Edgar Raymond Lorch.  Reprint of Oxford 1962. Textbook Publishers. 2003: 89. ISBN 0-7581-7156-0.
11. ↑  Nicholas Young. . Cambridge University Press. 1988-07-21: 81. ISBN 0-521-33717-8.
12. ↑  Helmut H. Schaefer; Manfred P. H. Wolff.  2nd. Springer. 1999: 36. ISBN 0-387-98726-6.
13. ↑  Dmitriĭ Petrovich Zhelobenko. . American Mathematical Society. 2006. ISBN 0821837311.
14. 1 2  Edgar Raymond Lorch. . . 2003: 57. ISBN 0-7581-7156-0.
15. ↑  Edgar Raymond Lorch. . . 2003: 106 ff. ISBN 0-7581-7156-0.
16. ↑  Bernard Friedman.  Reprint of 1956 Wiley. Dover Publications. 1990: 26. ISBN 0-486-66444-9.
17. ↑  PAM Dirac.  4th. Oxford University Press. 1981: 29 ff. ISBN 0-19-852011-5.
18. ↑  Jürgen Audretsch. . . Wiley-VCH. 2007: 5. ISBN 978-3-527-40684-5.
19. ↑  R. A. Howland.  2nd. Birkhäuser. 2006: 69 ff. ISBN 0-387-28059-6.
20. ↑  Bernard Friedman. . . 1990: 57. ISBN 0-486-66444-9.
21. 1 2  

See discussion in Dirac's book referred to above, and Milan Vujičić. . Springer. 2008: 274. ISBN 978-3-540-74637-9.
22. 1 2  See, for example, the fundamental text of John von Neumann. . Princeton University Press. 1955. ISBN 0-691-02893-1. and Arch W. Naylor, George R. Sell. . Springer. 2000: 401. ISBN 0-387-95001-X., Steven Roman.  3rd. Springer. 2008. ISBN 978-0-387-72828-5., I︠U︡riĭ Makarovich Berezanskiĭ. . American Mathematical Society. 1968. ISBN 0-8218-1567-9.
23. ↑  See for example, Gerald B Folland. .  Reprint of Wadsworth & Brooks/Cole 1992. American Mathematical Society. 2009: 77 ff  [2023-12-24]. ISBN 978-0-8218-4790-9. （原始内容存档于2023-07-26）.
24. ↑  PAM Dirac. . Clarendon Press. 1981: 60 ff. ISBN 0-19-852011-5.
25. ↑  Bernard Friedman. . Dover Publications. 1956: 214, Eq. 2.14. ISBN 0-486-66444-9.
26. ↑  

例如，见Sadri Hassani. . . Springer. 1999: 553 et seq. ISBN 0-387-98579-4.、Qing-Hua Qin. . Elsevier. 2007. ISBN 978-0-08-045134-3.
27. ↑  Spielman, Daniel A. "Lecture Notes on Spectral Graph Theory" Yale University (2012) http://cs.yale.edu/homes/spielman/561/ （页面存档备份，存于） .